# الدوري الإنجليزي لكرة القدم 1949–50
الدوري الإنجليزي لكرة القدم 1949–50 (بالإنجليزية: 1949–50 Football League)‏ هو موسم من دوري كرة القدم الإنجليزي. فاز فيه نادي بورتسموث.